# Moncloa Football Club
El Moncloa Foot-Ball Club fue un antiguo club de fútbol con sede en el Madrid, España, fundado en abril de 1902 y disuelto en 1907 tras ser absorbido por el Madrid Foot-Ball Club.
Disputaba sus encuentros en un campo situado al final de Argüelles, en el entonces periférico distrito de la ciudad conocido como los desmontes de Moncloa por sus extensas arboledas del entorno que delimitaban ese lado de la ciudad.
Entre las mejores actuaciones del equipo antes de su desaparición, que vestía camisa de color azul oscuro, destacan dos subcampeonatos del Campeonato Regional del Centro.

## Historia
El club es fundado en la primavera de 1902, en una época en la que el foot-ball comenzaba a popularizarse en la ciudad y dio con el surgir de numerosas sociedades para su práctica. En el distrito de Moncloa, quien con el tiempo se convirtió en una de las históricas zonas de Madrid con más dedicación al deporte, surgió pues el Moncloa Foot-Ball Club como tercer club existente en la capital. Tras escasos meses después de su fundación, el club participó junto a todos los clubes madrileños de Madrid de la época, en el Concurso de Bandas —primer concurso o campeonato de fútbol en la capital—, siendo el precursor del citado Campeonato Regional del año siguiente. En él, el Moncloa F. C., que quería resarcirse frente al Madrid Foot-Ball Club tras perder el primer trofeo disputado en el concurso de fútbol celebrado por las festejos de San Lorenzo de El Escorial, consiguió empatar a un gol frente a los blancos, que finalmente salieron vencedores del torneo.
Se conoce la Junta directiva que contaba en 1903, tras celebrarse una reunión, quedando establecida del siguiente modo: Presidente, D. Francisco Borbón; Vicepresidente, D. Joaquín García Borés; Tesorero, D. Alonso Colmenares; Secretario, D. Jesús González; Vocales: D. Salvador Navarro, D. Fracisco Arechavala, D. Juan Danis, D. Julián Vals y D. Ezequiel Romero; Jefe de material, D. Lorenzo Carrasco. Parece ser que el motivo de celebrar esa reunión fuese el de reflejar un resurgimiento o reciente cambio, o no, de la sociedad, ya que en partidos venideros se regiere al club en las crónicas como Hispania Athletic; o bien, que fuese denominado solo así su segundo plantel como así reflejan las crónicas, ya que no se encuentran en adelante más referencias a ese nombre, y sí del primigenio Moncloa.
En este modo, se refleja otra junta general, reflejada por el Diario El Cardo el junio de 1903:

“La Junta general celebrada en el domicilio del Club Moncloa para la selección de nueva directiva, eligió á los siguientes socios: Presidente, D. Antonio Alba; Vicepresidente, D. Emilio Bueno; Secretario, D. Jesús Gonz.lez; Vocales: D. Francisco Arechavala, D. Carlos Prast, D. Ezequiel Romero, D. Antonio Gamero y D. Francisco Bueno.”
Diario El Cardo. 22 de junio de 1903, Madrid.

Sus andaduras sin embargo no era todo lo estable que cabía esperar, pero se vio reforzado tras el período estival gracias a la disidencia de varios jugadores del Madrid Foot-Ball Club.
Refundado mientras el Club Español de Madrid, lanzó un reto a todas las Sociedades madrileñas, y que la Sociedad de Moncloa aceptó. Se hallaba sin embargo en vigor un artículo de la Asociación Madrileña de Foot-Ball, que decía: «Los jugadores que se borren de un club, no podrán jugar hasta la temporada siguiente. Transcurrido ese período, deberán jugar al menos tres partidos con la nueva Sociedad para considerárseles oficialmente de pleno de la nueva Sociedad.». Finalmente el Moncloa F. C. y resto de equipos jugaron contra los españolistas, con la excepción del Madrid F. C., y por tal motivo fueron expulsados de la Asociación Madrileña, y por ende sin dominio legal para poder disputar el Campeonato de España.
Antes, fue uno de los cuatro equipos que disputaron el inaugural Campeonato de Madrid de la temporada 1902-03. En aquel campeonato se enfrentó a los ya mencionados Madrid F. C., Iberia Foot-Ball Club y Moderno Foot-Ball Club.
En su participación venció por 1-3 a los madridistas, mientras que empató a cero y perdió por 1-3 frente al futuro campeón, el Moderno F. C., para un total de dos puntos, y terminar en tercera posición. Pese a que en un principio estaba proyectado a una disputa de doce partidos, no se pudieron concretar todos los partidos, o desconociendo sus resultados debido a las escasas fuentes conservadas de aquel campeonato.
Para elegir al representante madrileño en el Campeonato de España se hubo de hacer mediante el Concurso Clasificación para el Campeonato de España, tras la finalización del Campeonato de Madrid. El honor finalmente recayó en el Madrid F. C. al ser el único club en derecho para la disputa del torneo.
En la temporada 1903-04, disputó nuevamente el Campeonato de Madrid o Campeonato Regional. Tras vencer en semifinales al Iberia F. C. por 4-0, disputó la final contra el Club Español de Madrid en un partido que perdió por 1-0 y que no llegó a concluirse.[cita requerida]
Al siguiente año, el club quedó de nuevo subcampeón del Campeonato Regional tras perder en la final por 2-0 contra el Madrid F. C., y que sólo duró 35 minutos tras retirarse antes de la conclusión del partido como protesta por la actuación del colegiado Prado, del Athletic de Madrid.
En la nueva edición del torneo regional de 1907, jugó contra el Iris Football Club, partido que se le dio por vencido, antes de que finalmente el torneo fuese suspendido debido a faltas en el reglamento por parte de los participantes. Esta fue la última aparición del club de la que se tiene constancia antes de su desaparición.
El 30 de enero de 1907 fue absorbido por el Madrid Foot-Ball Cub para reforzarse ante las bajas de futbolistas que se marcharon para formar el Athletic Club (Sucursal de Madrid) —sección madrileña del Athletic Club bilbaíno—, así como para reforzar al Club Español de Madrid en años anteriores. Dicha absorción y que otros de sus futbolistas se fuesen a otras sociedades madrileñas recién surgidas como el Iberia Football Club, así como para fundar la sección de fútbol de la Real Sociedad Gimnástica Española, dieron con la disolución de uno de los primmeros clubes de la capital, que durante algunos momentos fue considerado el segundo mejor club existente en la villa.

### Relación Moncloa-Hispania
Durante el mes de marzo de 1903 desaparecen de las crónicas de la época referencias al Moncloa F. C., llegando a afirmar en varias de ellas que había sido sustituido o renombrado como Hipania Athletic Club, a la vez que al mes siguiente, desaparecen referencias al Hispania para volver a escribirse sobre el Moncloa, y de nuevo una vez más a la inversa. Es por tanto difícil asegurar si se trataba del mismo club, si era así denominado su segundo equipo, cuando pasaron varios de los jugadores del Moncloa al Madrid Foot-Ball Club, o si nada tenía que ver, surgiendo un Hispania Football Club distinto. La fecha de fundación o referencias a este Hispania o al otro son escasas o nulas, haciendo difícil verificar o afirmar datos. Sin embargo, en 1907, años después, se cita a ambos como parte de los integrantes que marcharon a reforzar varios equipos, como la Sociedad Gimnástica Española, dando con la desaparición del club, o ambos.

## Uniforme
El club vestía de color azul oscuro.

## Palmarés
Campeonato Regional Centro:
2 Subcampeonatos 1904, 1905,